# Alexander Pollock
Pour les articles homonymes, voir Pollock.
Alexander Pollock est un acteur canadien né à Vancouver en 1989.

## Filmographie
- 2001 : Comme chiens et chats : Scott Brody
- 2003 : Les Aventuriers des mondes fantastiques (A Wrinkle in Time) de John Kent Harrison : Eric O'Keefe